# Máy Enigma

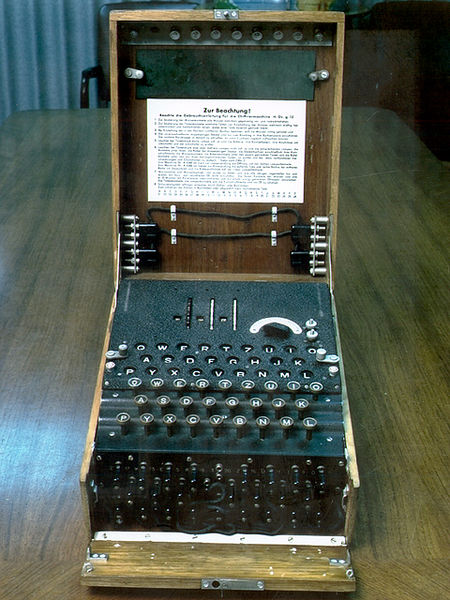
Máy Enigma

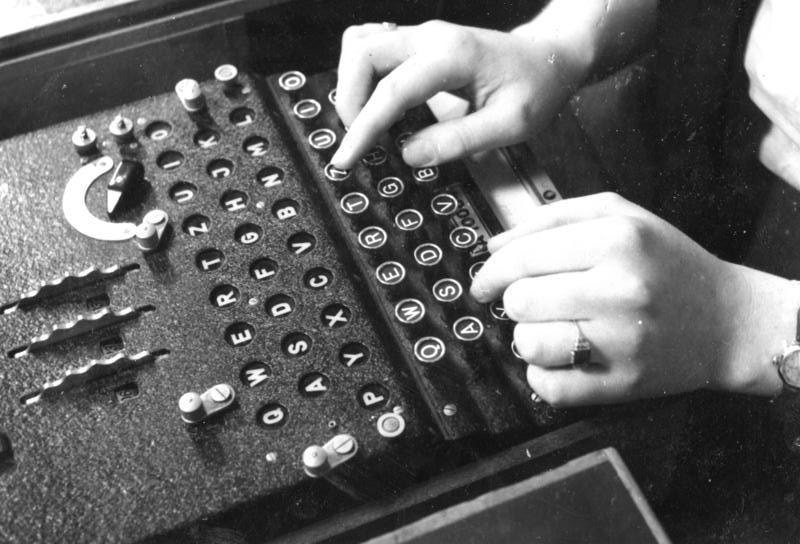
Máy Enigma năm 1943

Quân Đức dùng máy Enigma trong chiến tranh Xô-Đức

Máy Enigma là một loại máy có hệ thống đĩa quay dùng để tạo mật mã và giải mã các thông tin cơ mật. Máy Enigma đầu tiên do kỹ sư Đức Arthur Scherbius phát minh vào giai đoạn cuối của Chiến tranh thế giới thứ nhất . Trong thập niên 1920, máy mã Enigma được thiết kế cho mục đích dân sự và người ta có thể mua nó một cách dễ dàng ở trên thị trường. Máy Enigma được sử dụng trong lĩnh vực thương mại nhưng sau đó được quân đội của nhiều quốc gia sử dụng, nhiều nhất là quân đội Đức Quốc xã trước và trong Chiến tranh thế giới thứ hai . Khi đó, trong hải quân Đức, người ta gọi nó là máy "M". Quân Đức được lệnh hủy máy mã hóa Enigma nếu bị thua, phải rút quân hoặc bị bắt nhằm tránh để lọt bí mật vào tay quân Đồng minh. Chính vì vậy mà ngày nay còn rất ít máy Enigma còn sót lại.
Loạt máy mã Enigma cải tiến lần đầu tiên được đưa vào sử dụng trong hải quân Đức Quốc xã năm 1926 và hai năm sau cho Lục quân. Quân đội Đức mua các máy mã Enigma dân sự và cải tiến nó để đáp ứng cho nhu cầu cần thiết của quân đội và không kịp loại bỏ nó khỏi thị trường tự do. Máy mã Enigma đã được cải tiến và dần dần tăng mức độ phức tạp trong ứng dụng cho mục đích quân sự. Năm 1930, khi nhu cầu sử dụng tăng lên, một mẫu Enigma mới phức tạp và hoàn thiện hơn.

## Cấu tạo
Enigma được cấu thành bởi ba bộ phận chính: một bàn phím để nhập bức điện, một bộ mã hóa để biến chữ cái vừa nhập thành mật mã, và một bảng gồm những bóng đèn nhấp nháy thể hiện những chữ cái được mã hóa đó. Bộ phận mã hóa gồm 3 bánh xe quay chữ có thể đổi chỗ cho nhau. Dưới bàn phím là bảng điện chứa 6 sợi cáp.
Các rotor hình thành trung tâm của một máy Enigma. Mỗi rotor là một đĩa đường kính khoảng 10 cm được làm từ cao su cứng hoặc bakelite với đồng, lò xo, các chân tiếp xúc điện sắp xếp theo một vòng tròn. Mỗi chân tiếp xúc đại diện cho bảng chữ cái, thường là 26 chữ từ A-Z. Các rotor được gắn trên một trục chính với các chân tiếp xúc vào rotor kế bên.

## Cách thức vận hành
Trước khi vận hành, các mật mã viên lắp ba bánh xe chữ vào máy theo một trật tự nào đó và đặt cách xáo trộn bằng cách quay các bánh xe chữ, sau đó những mật mã viên này chuẩn bị một bảng cáp điện nhằm hoán vị 6 cặp chữ cái 6 lần. Khi máy Enigma đã sẵn sàng, các nhân viên mật mã sẽ nhập những chữ cái trong bức điện vào máy.
Nhân viên mật mã ở đầu dây bên kia nhận tin, rồi viết ra giấy toàn bộ bức điện mã hóa. Anh ta cũng cài đặt các bánh xe chữ trong chiếc Enigma của mình, chính xác theo khóa mã của bức điện. Giống như một tấm gương, quá trình được làm ngược lại, từng chữ một và các bóng đèn sáng lên tương ứng với những chữ cái vừa được giải mã. Khi sử dụng, Enigma cần một danh sách các thiết lập hàng ngày và các tài liệu bổ trợ. Các sách mã của Hải quân Đức được in màu đỏ, mực có thể hòa tan trong nước trên giấy màu hồng để có thể dễ dàng hủy nếu có nguy cơ bị bắt giữ. Với khoảng 10 triệu tỉ cách mã hóa khác nhau, Enigma luôn được người Đức tin rằng không ai có thể phá được mật mã của họ.
Tuy nhiên đó mới chỉ là nguyên mẫu Enigma đầu tiên và chưa hoàn thiện. Cỗ máy Enigma lúc đó gặp phải hạn chế và dễ bị bắt bài, vì việc mã hóa từ chữ A sang B, có thể suy ngược lại B nghĩa là A. Chính điều này đã giúp các chuyên gia mật mã Ba Lan gần như đã đánh bại được Enigma. Tuy nhiên phát xít Đức đã nhanh chóng cải tiến cỗ máy này với hệ thống hoán đổi plugboard (bảng điện tử). Đây là một hệ thống điện, để hoán đổi các chữ cái thêm một lần nữa, tối đa là 6 kết nối. Tuy nhiên điểm đặc biệt của hệ thống này là nó chống lại việc suy ngược các ký tự. Tức là từ A thành B, nhưng ngược lại từ B lại ra C. Hệ thống này đã tăng khả năng mã hóa của Enigma lên con số xấp xỉ 100 nghìn tỷ cách.
Năm 1939, phát xít Đức tiếp tục cải tiến Enigma một lần nữa, với việc tăng từ 3 lên 5 rotor và hệ thống hoán đổi plugboard từ 6 lên 10 kết nối. Điều này đã khiến cho cỗ máy mã hóa này có thể tạo ra 159 tỉ tỉ kết quả.
Năm 1942, bộ chỉ huy hải quân Đức đưa vào sử dụng một chìa khóa mật mã hoàn toàn mới, được gọi là Triton và mở rộng máy mật mã thành máy Enigma-M4.

## Phá giải mật mã
Máy Enigma được nói đến nhiều vì lực lượng Đồng Minh có thể giải mã được nhiều thông tin chỉ thị quân sự mật của quân Đức và theo đó chiếm được thế thượng phong trong chiến lược và chiến thuật. Nhiều sử gia cho rằng nhờ công trình giải mã máy Enigma mà thế chiến thứ hai ngắn đi đến hai năm.. Một điều đáng kinh ngạc đối với Enigma là bí mật được duy trì trong nhiều thập kỷ sau Chiến tranh thế giới thứ hai. Khoảng 11.000 người tại Bletchley Park và 4.000 ở Mỹ đã làm việc để giải mã Enigma. Mặc dù đông người tham gia như vậy, nhưng những bí mật không được tiết lộ cho đến khi chính phủ Anh công khai thừa nhận việc này vào năm 1974 (30 năm sau Chiến tranh thế giới thứ hai kết thúc).
Có thể máy Enigma có điểm yếu trong việc tạo mật mã nhưng thực ra quân Đồng Minh giải mã được cũng còn do nhờ những yếu tố khác như người phát tin làm lỗi, và máy và bàn giải bị tịch thu hay bắt được. Chẳng hạn như vào ngày 9 tháng 5 năm 1941, một tàu khu trục HMS Bulldog của Anh đã trục vớt được tàu ngầm U 110 của Đức và lấy được "Chìa khóa máy Enigma" cùng với hai máy mật mã "VI" và "VII" mà hải quân Đức mới sử dụng và "Sổ tay vô tuyến trong lãnh hải Đức" cũng như "Bảng trao đổi chữ cái kép", chìa khóa đặc biệt cho sĩ quan và bản đồ Đại Tây Dương và Địa Trung Hải sử dụng cho hải quân Đức. Tuy nhiên cho đến nay vẫn còn một số bức điện của enigma chưa giải được.

### Những lực lượng giải mã được lịch sử ghi nhận

#### Cơ quan mật mã Ba Lan
Sau khi giành được độc lập, trong quân đội Ba Lan xuất hiện nhu cầu thành lập một bộ phận có nhiệm vụ chặn thu và đọc các điện mật của quân đội các nước láng giềng. Người được giao nhiệm vụ đó là Trung uý Jan Kowaleski. Ông đã thành lập cơ quan mật mã đầu tiên của quân đội Ba Lan, sau đó người kế nhiệm là Thiếu tá Franciszek Pokorny.
Khi Hải quân và Lục quân Đức mã hóa các bức điện bằng máy Enigma thì đây là bài toán không thể giải được với Cơ quan mật mã Ba Lan nên họ đã quyết định mua ở thị trường tự do Đức mẫu máy Enigma dùng trong thương mại. Một số sĩ quan của đơn vị này được giao nhiệm vụ khai thác và giải các bức điện chặn thu được, nhưng không đem lại một kết quả khả quan nào. Vấn đề trên đòi hỏi phải tổ chức tấn công phá mã từ phía khác.
Tháng 1/1929, Viện Toán Trường Đại học Tổng hợp Poznan tổ chức một khoá huấn luyện về mật mã nhằm chọn lựa những sinh viên giỏi và tài năng về vấn đề này để đào tạo và phục vụ thám mã. Trong khoá huấn luyện đã phát hiện 8 tài năng trẻ; hai trong ba người xuất sắc nhất đã được gọi tập trung tham gia nhóm thám mã các điện mật của Đức, làm việc tại Bộ chỉ huy quân sự thành phố Poznan. Nhân vật thứ ba là Marian Rejewski được gửi đi học ở Đại học Tổng hợp Getyndz với chuyên ngành "Xác suất thống kê".  Năm 1930, ông trở về nước cùng tham gia nhóm nghiên cứu mật mã.
Tài liệu để cơ quan thám mã Poznan giải mã được cung cấp từ 4 nguồn chính là các trạm chặn thu thông tin ở Poznan, Warszawa, Gdansk, Krakow. Cho đến thời gian này, các bức điện đều được các chuyên gia Marian Rejewski, Jerzy Rozycki và Henryk Zygalski giải mã thành công. Thấy được khả năng to lớn trong việc thám mã Enigma, Chỉ huy phó Cơ quan mã thám, Thiếu tá Gwidon Langer đã chuyển cho Rejewski 4 tài liệu mà lực lượng tình báo Pháp thu được, đó là: bức ảnh máy Enigma dùng cho quân sự, bản hướng dẫn sử dụng máy mã Enigma và hai bảng khoá đã sử dụng cách đó một năm. Các nhà nghiên cứu hiện nay đã khẳng định: thông tin chứa trong các tài liệu đó chưa đủ để thám mã Enigma vì còn phụ thuộc vào phương thức ghép nối các bánh răng bên trong. Tuy nhiên, tài liệu đó đã trợ giúp phần nào cho Rejewski trong việc loại bỏ một vài ẩn số trong các phương trình hoán vị.
Tháng 12/1932, Marian Rejewski đã dựng lại hệ thống phân tích mật mã dựa trên toán học. Đây có thể coi là đột phá lớn nhất trong lịch sử phân tích mật mã. Rejewski đã cùng với các đồng sự của mình tiếp tục nghiên cứu và bắt nhịp với những tiến hóa trong các thành phần hệ thống cũng như các thủ tục mật mã hóa
Đầu năm 1933, Cơ quan mật mã Ba Lan đã có thể đọc được toàn bộ điện mật của Đức bằng máy. Ba Lan là nước duy nhất trên thế giới có khả năng như vậy vào thời điểm này và đã có hàng ngàn bức điện mật được mã bằng máy mã Enigma được giải mã. Tháng 12/1938, quân đội Đức đã cho cải tiến Enigma, bổ sung thêm 2 bánh răng vào thiết bị này (trong thực tế người ta vẫn dùng song song cả loại 3 bánh răng bên trong), điều đó khiến cho việc giải mã Enigma của những nhà mật mã Ba Lan lâu thêm gấp 10 lần so với trước nhưng những kết quả bước đầu này được cung cấp cho cơ quan tình báo vô tuyến Anh.

#### Cơ quan tình báo vô tuyến Anh
Các thành viên chủ chốt của Cơ quan mật mã Ba Lan đã hợp tác với các nhà mật mã học của Anh tại Bletchley Park. Một trong những lực lượng giải mã Enigma nổi tiếng của quân Đồng Minh là nhóm nhân viên do Alan Turing lãnh đạo, gọi là Hut 8 của tình báo Anh Quốc

#### Sự tham gia của quân đội Mỹ
Khi Mỹ tham chiến, họ đã xây dựng một bombe để giải mã máy Enigma 4 rotor của hải quân Đức. Bombe này được thiết kế để có thể giải mã nhanh hơn sự kết hợp lớn hơn các thiết lập của loại máy 4 rotor của hải quân Đức. So với loại Enigma 3 rotor, số lượng kết hợp rotor tăng 60-336 (8 x 7 x 6). Hệ thống này của người Mỹ nhanh hơn người Anh tới 34 lần. Những bombe này thực sự khổng lồ và nặng tới 2.5 tấn, đã có 121 bombe của Mỹ được xây dựng trong chiến tranh.

## Những bức điện chưa được giải
Dự án có tên M4 cũng của Trung tâm nghiên cứu Bletchley Park bắt đầu hoạt động đầu tháng 1 năm 2006 với mục tiêu mở được ba nội dung tài liệu Enigma gốc do người Đức tạo ra năm 1942.
Ba nội dung mã Enigma không giải ra đã được đăng trên một tạp chí chữ mật mã vào năm 1995, và từ đó đến nay thu hút nhiều người nhiệt tình tham gia giải mã. Dẫu rằng được cho là không mấy quan trọng về mặt tư liệu lịch sử, nhưng thực tế chúng vẫn thuộc một số nội dung mật mã hải quân Đức còn chờ giải mã.
Người giải được là Stefan Krah, nghệ nhân vĩ cầm Đức - là người rất quan tâm đến ngành mật mã và phầm mềm nguồn mở rộng. Stefan Krah viết một chương trình bẻ mật mã, rồi công bố trên Internet cho các nhóm thông tin khác xem, hy vọng họ hợp tác với anh hoặc chỉ bảo những điều cần thiết. Ban đầu dự án thu hút sự chú ý của khoảng 45 người sử dụng. Tất cả họ cho phép Stefan Krah sử dụng máy của họ vào dự án M4 (đặt theo tên của máy M4 Enigma gốc). Nhưng đến nay đã có đến 2.500 đầu cuối (terminals) riêng rẽ cùng góp sức vào dự án này. Chỉ trong vòng hơn 1 tháng, từ sự kết hợp ngẫu nhiên các chữ cái, một thông tin thật thời chiến tranh đã xuất hiện. Trong một cuộc kiểm tra thử lại các tài liệu còn lưu trữ xác nhận thông tin đó được Đại úy thuyền trưởng Hartwig Looks, Chỉ huy trưởng tàu ngầm U264 của Hải quân Đức Quốc Xã, gửi đi ngày 25/11/1942.
Đến ngày nay, hai bức điện còn lại vẫn còn đang được tiếp tục giải mã.

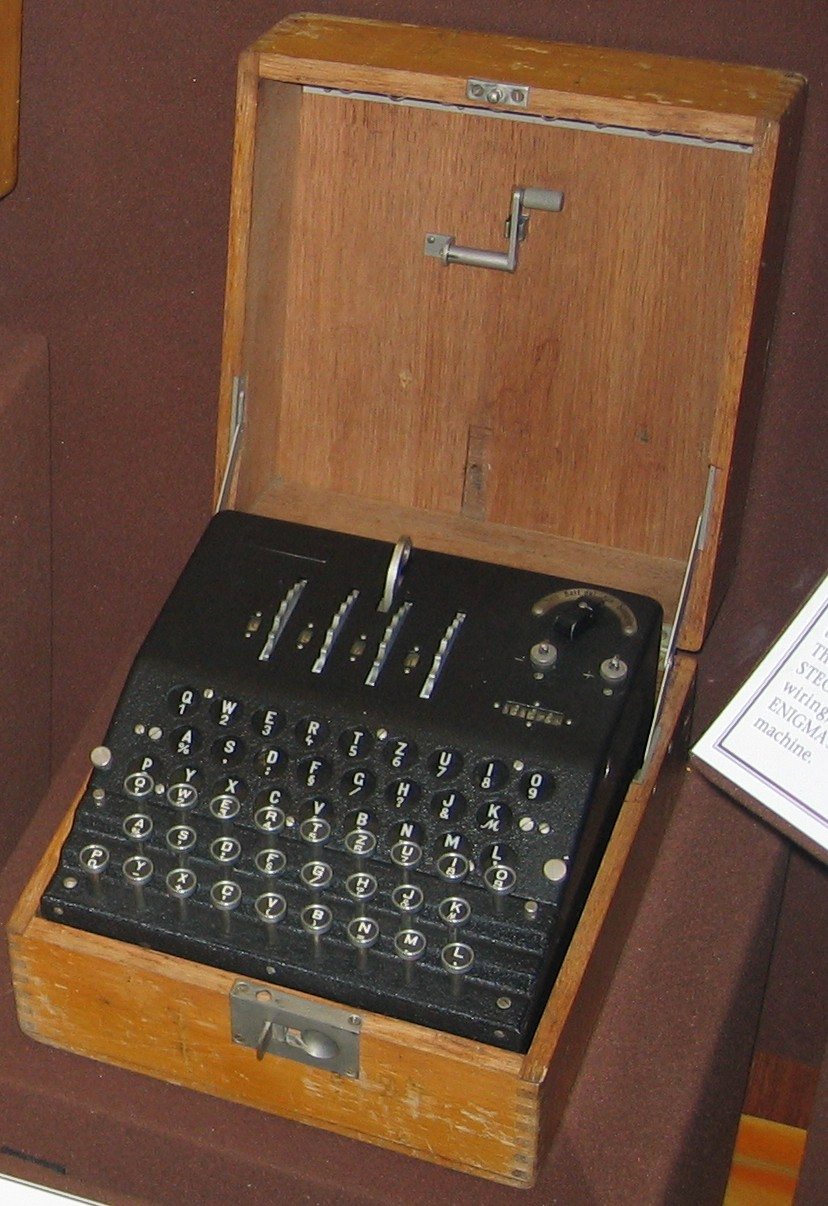
Enigma G
Enigma K (Đức)Enigma K (Đức)
Enigma T (Nhật)Enigma T (Nhật)
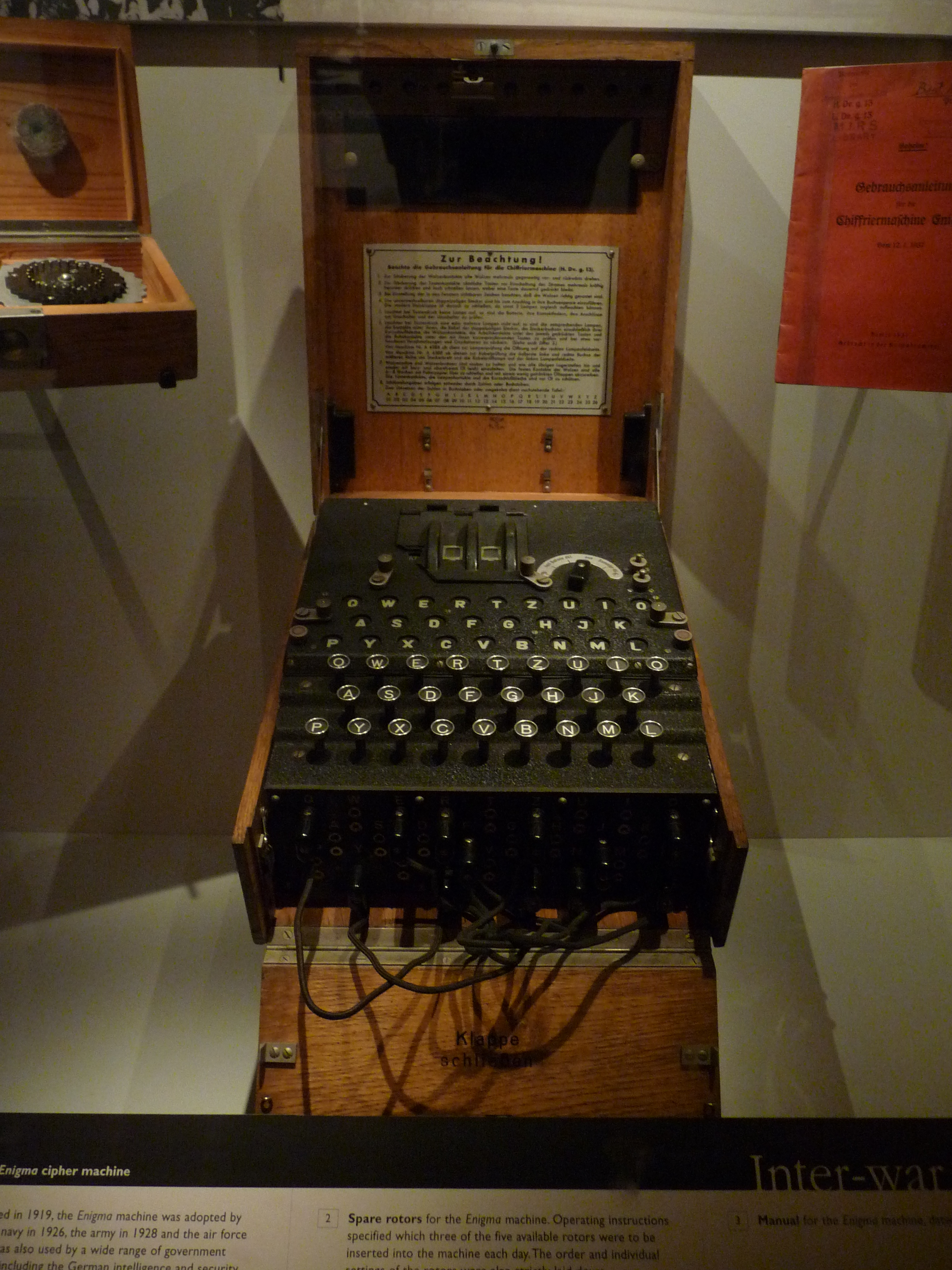
Máy Enigma trong viện bảo tàng chiến tranh Anh quốc